# 相馬宏男
相馬 宏男（そうま・ひろお、1945年10月16日 - ）は、NHKの元アナウンサー。

## 人物
青森市生まれ、青森県立青森高等学校卒業、早稲田大学法学部卒業、1969年入局。定年退職後、シニアスタッフとして76歳までNHK仙台放送局で勤務。

## 嗜好・挿話
- つくば万博の際にはハイビジョン放送の実験番組の中継に携わり、連日放送を続けた。これが現在のハイビジョン番組の放送につながっている[要出典]。
- 1991年の雲仙普賢岳災害時には島原市に臨時放送局を開設し、長期にわたり滞在し島原市や深江町向けの噴火情報や生活情報を伝えた。地域を限定した臨時放送局は珍しく、地域限定情報を伝えるミニコミの役割を果たした。
- 21世紀に入り仙台放送局で定年を迎え、その後も嘱託職として勤務を続けた。2009年夏頃シニアスタッフに移行し、現在はタレントと同じ出演者としてテレビ、ラジオで活躍している。
- 東北出身ということもあり、東北楽天ゴールデンイーグルスのファンを自認、応援を生きがいにしている。仙台局のアナウンサー・キャスターリレー日記（2010年6月）でも球団への思いを述べている。
- アナキャスブログでは日々の出来事をはじめ、社会事象への見方など独特の感性で文を綴っている。
- 座右の銘は『己の如く人を愛せよ』（被爆医師、永井隆の言葉）。大学生時代、東京渋谷区ラサール学生寮で岐阜県の藤井学園（現養護施設　麦の穂学園）の後援会を組織、資金集めや海のない地域の子どもたちを海水浴に連れて行くなど交流を深める[要出典]。
- 古代史に関心、興味もありブログや論文で歴史の分析をしている。
- 「宍道湖淡水化問題」・「佐賀平野一年の軌跡」・「多賀城碑の謎」・「邪馬台国はどこか」・「三内丸山遺跡は文明の進化の形態」・「脱スパイクタイヤへの挑戦」などのリポートや問題に取り組んだことがある[要出典]。

## 過去の担当番組
- 山形のニュース
- 北海道道央のニュース
- 佐賀のニュース
- 島根のニュース
- 白神山地　保護への道
- 脱スパイクタイヤキャンペーン
- みやぎ6:30（キャスター）
- ニュースのことば
- あおもり630
- 青函トンネル開業特番
- 宮城・東北地方のラジオニュース
- 仙台発ラジオ深夜便（不定期）など

## 同期のアナウンサー
- 松平定知 等